# Liste du patrimoine mondial à Maurice
Cet article recense les sites inscrits au patrimoine mondial à Maurice.

## Statistiques
Maurice ratifie la Convention pour la protection du patrimoine mondial, culturel et naturel le 19 septembre 1995. Le premier site protégé est inscrit en 2006. Le pays compte un mandat au Comité du patrimoine mondial, de 2005 à 2009.
En 2020, Maurice compte 2 sites inscrits au patrimoine mondial, culturels. 
Le pays a également soumis un site à la liste indicative, naturel.

## Listes

### Patrimoine mondial
Les sites suivants sont inscrits au patrimoine mondial.
| Id.  | Bien                      | District      | Année     | Superficie (ha) | Critères et notes                                                                     | Coordonnées                  | Illus. |
| ---- | ------------------------- | ------------- | --------- | --------------- | ------------------------------------------------------------------------------------- | ---------------------------- | ------ |
| 1227 | Aapravasi Ghat            | Port-Louis    | 2006      | 0,16            | Culturel, (vi)                                                                        | 20° 09′ 32″ S, 57° 30′ 11″ E |        |
| 1259 | Paysage culturel du Morne | Rivière Noire | 2008 2011 | 350             | Culturel, (iii), (vi) Les limites de la zone tampon sont légèrement étendues en 2011. | 20° 27′ 07″ S, 57° 19′ 41″ E |        |

### Liste indicative
Le bien suivant est proposé sur la liste indicative du pays en 2024.  Le nom fourni par Maurice est en anglais : la traduction en français est donnée ici à titre indicatif.
| Id.  | Bien                                      | District      | Année | Critères et notes         | Coordonnées                  | Illus. |
| ---- | ----------------------------------------- | ------------- | ----- | ------------------------- | ---------------------------- | ------ |
| 5038 | Parc national des gorges de Rivière Noire | Rivière Noire | 2006  | Naturel, (vii), (ix), (x) | 20° 25′ 01″ S, 57° 25′ 01″ E |        |